# Ab Epistulis
Ab epistulis era la oficina del canciller en el Imperio Romano responsable de la correspondencia del emperador. La oficina enviaba mandata (instrucciones) a los gobernadores provinciales y otros funcionarios.
Ab epistulis escribía en latín (ab epistulis latinis) y en griego (ab epistulis graecis), y componía las breves respuestas a las peticiones en nombre del emperador. Quienes ocupaban el cargo solían tener una particular vocación por las cuestiones literarias.

## Ab epistulisnotables
Augusto castigó a su secretario Thallus "por divulgar el contenido de una carta". Calígula dictó una carta a un ab epistulis. Narciso aparentemente trabajó como ab epistulis, porque estaba a cargo de la grammata de Claudio contra Agripina. Berilo fue el ab epistulis graecis de Nerón. El famoso biógrafo Suetonio Tranquilo fue ab epistulis de Adriano, según la Historia Augusta, hasta que fue reemplazado por tener relaciones demasiado cercanas con la emperatriz Sabina.
Uno de los principales retóricos de aquella época, Alejandro Peloplatón, fue el ab epistulis de Marco Aurelio en la década de 170. Marcus quedó impresionado por el orador Adriano de Tiro, por lo que le ofreció el trabajo de ab epistulis para reconocer su excelencia. Aspasio de Rávena fue un orador griego, que entre el 211 y el 216 d. C. se desempeñó como ab epistulis. Elio Antipater fue el ab epistulis del emperador Caracalla, quien lo definió como "mi amigo y maestro, encargado de la composición de las letras griegas". Marcio Agripa fue cognitionibus y ab epistulis de Caracalla.